# 法化学
法化学（英語：Forensic chemistry）是在法律的体系内应用化学的学科，法医毒理学（英語：Forensic Toxicology）是法化学的子学科，其主要任务是应用化学分析技术研究刑事犯罪相关物证（如爆炸物，有毒物质等）。